# زاغة بزرغ (مقاطعة دالاهو)
زاغة بزرغ (بالفارسية: زاغه بزرگ قلعه رنجبر) هي منطقة سكنية تقع في كرمانشاه في إيران. يقدر عدد سكانها بـ 167 نسمة .